# Jhon Emerson Córdoba
Jhon Emerson Córdoba Mosquera (Risaralda, 15 luglio 2000) è un calciatore colombiano, attaccante dell'Instituto (C) in prestito dal Millonarios.

## Carriera
Cresciuto nel settore giovanile dell'Atlético Huila, ha debuttato in prima squadra il 9 marzo 2019 nell'incontro di prima divisione colombiana pareggiato 0-0 contro il Deportes Tolima; ha segnato il suo primo gol il 13 febbraio 2020 nella partita di seconda divisione colombiana vinta 4-0 contro il Bogotá. Nell'estate del 2020 è stato prestato agli spagnoli del S.S. Reyes ma ha terminato la stagione senza mai scendere in campo in partite ufficiali.
Rientrato in Colombia, nel gennaio del 2022 è stato acquistato dal Fortaleza C.E.I.F. ma dopo soli sei mesi ha cambiato nuovamente squadra firmando con il Dep. Malacateco in Guatemala dove ha iniziato a segnare con regolarità. Nel 2023 è stato prestato all'Atlético Bucaramanga con cui ha conquistato il titolo nazionale di apertura del 2024 segnando una rete nella finale contro l'Ind. Santa Fe. Poco dopo è rientrato al club guatemalteco ed è stato subito girato in prestito ai Millonarios, dove ha giocato con buona frequenza guadagnandosi il riscatto.
Il 7 luglio 2025 è stato ceduto in prestito all'Instituto (C), club della prima divisione argentina.

## Statistiche

### Presenze e reti nei club
Statistiche aggiornate al 13 agosto 2025.
| Stagione                    | Squadra                     | Campionato                  | Campionato | Campionato | Coppe nazionali | Coppe nazionali | Coppe nazionali | Coppe continentali | Coppe continentali | Coppe continentali | Altre coppe | Altre coppe | Altre coppe | Totale | Totale | Totale |
| Stagione                    | Squadra                     | Comp                        | Pres       | Reti       | Comp            | Pres            | Reti            | Comp               | Pres               | Reti               | Comp        | Pres        | Reti        | Pres   | Reti   |        |
| --------------------------- | --------------------------- | --------------------------- | ---------- | ---------- | --------------- | --------------- | --------------- | ------------------ | ------------------ | ------------------ | ----------- | ----------- | ----------- | ------ | ------ | ------ |
| 2019                        | Atlético Huila              | A                           | 6          | 0          | CC              | 1               | 0               | -                  | -                  | -                  | -           | -           | -           | 7      | 0      |        |
| 2020                        | Atlético Huila              | B                           | 2          | 1          | CC              | 4               | 0               | -                  | -                  | -                  | -           | -           | -           | 6      | 1      |        |
| 2021                        | Atlético Huila              | A                           | 5          | 0          | CC              | 0               | 0               | -                  | -                  | -                  | -           | -           | -           | 5      | 0      |        |
| Totale Atlético Huila       | Totale Atlético Huila       | Totale Atlético Huila       | 21         | 1          |                 | 10              | 0               |                    | -                  | -                  |             | -           | -           | 31     | 1      |        |
| 2022                        | Fortaleza C.E.I.F.          | B                           | 8          | 0          | CC              | 5               | 0               | -                  | -                  | -                  | -           | -           | -           | 13     | 0      |        |
| 2022-2023                   | Dep. Malacateco             | LN                          | 39         | 9          | CG              | 0               | 0               | CL                 | 1                  | 0                  | -           | -           | -           | 40     | 9      |        |
| 2023                        | Atlético Bucaramanga        | A                           | 18         | 7          | CC              | 2               | 0               | -                  | -                  | -                  | -           | -           | -           | 20     | 7      |        |
| 2024                        | Atlético Bucaramanga        | A                           | 26         | 4          | CC              | 3               | 1               | -                  | -                  | -                  | -           | -           | -           | 29     | 5      |        |
| Totale Atlético Bucaramanga | Totale Atlético Bucaramanga | Totale Atlético Bucaramanga | 44         | 11         |                 | 5               | 1               |                    | -                  | -                  |             | -           | -           | 49     | 12     |        |
| 2024                        | Millonarios                 | A                           | 25         | 5          | CC              | 2               | 0               | -                  | -                  | -                  | -           | -           | -           | 27     | 5      |        |
| 2025                        | Millonarios                 | A                           | 20         | 2          | CC              | 0               | 0               | CS                 | 1                  | 0                  | -           | -           | -           | 21     | 2      |        |
| Totale Millonarios          | Totale Millonarios          | Totale Millonarios          | 45         | 7          |                 | 2               | 0               |                    | 1                  | 0                  |             | -           | -           | 48     | 7      |        |
| 2025                        | Instituto (C)               | PD                          | 2          | 0          | CA              | 0               | 0               | -                  | -                  | -                  | -           | -           | -           | 2      | 0      |        |
| Totale carriera             | Totale carriera             | Totale carriera             | 151        | 28         |                 | 17              | 1               |                    | 2                  | 0                  |             | -           | -           | 170    | 29     |        |

## Palmarès

### Club

#### Competizioni nazionali
- Campionato colombiano: 1

Atlético Bucaramanga: 2024 (Apertura)